# Zbigniew Fabiński
Zbigniew Fabiński (ur. 17 marca 1965) – polski piłkarz, grający na pozycji napastnika.

## Kariera
Seniorską karierę rozpoczynał w Polonii Warszawa, w której występował do 1987 roku. W latach 1988–1989 grał w Gwardii Warszawa, aby następnie wrócić do Polonii. Latem 1990 roku przeniósł się do Rot-Weiß Erfurt. W klubie tym zadebiutował 5 września w przegranym 1:4 meczu z 1. FC Frankfurt. Ogółem w sezonie 1990/1991 zagrał 16 meczów w NOFV-Oberlidze i strzelił 3 gole, zdobywając wraz z klubem trzecie miejsce w mistrzostwach NRD. Piłkarską karierę zakończył w 1992 roku.
Po zakończeniu kariery m.in. pracował jako trener w akademii VfL Bochum.

## Statystyki ligowe
| Sezon         | Klub             | Liga          | Mecze | Gole |
| ------------- | ---------------- | ------------- | ----- | ---- |
| 1989/1990 (j) | Gwardia Warszawa | II liga       | 10    | 2    |
| 1989/1990 (w) | Polonia Warszawa | III liga      | ?     | ?    |
| 1990/1991     | Rot-Weiß Erfurt  | NOFV-Oberliga | 16    | 3    |
| 1991/1992     | Rot-Weiß Erfurt  | 2. Bundesliga | 2     | 0    |